# Пародия золотистоиглая
Паро́дия золотистои́глая (лат. Parodia chrysacanthion) — кактус из рода Пародия.

## Описание

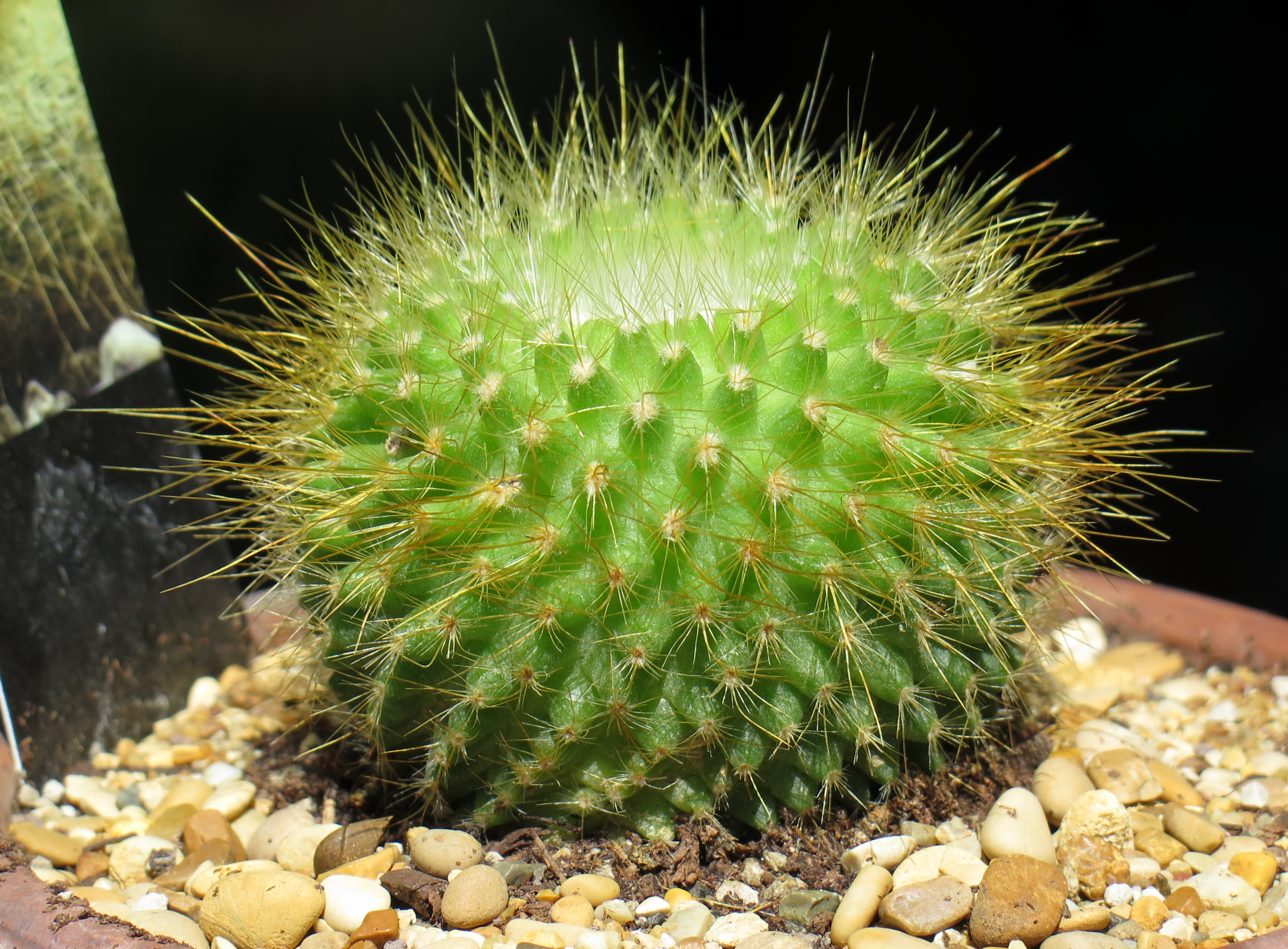
Пародия золотистоиглая

Стебель шаровидно-приплюснутый, светло-зелёный. Рёбер 24, они слабо выражены, невысокие, расположены по спирали. Ареолы белоопушённые.
Колючки многочисленные, золотисто-жёлтые, тонкие, щетинковидные, 0,8-1 см длиной, одна из центральных колючек до 2 см длиной.
Цветки мелкие, до 2 см длиной и в диаметре, золотисто-жёлтые.

## Распространение
Эндемик аргентинской провинции Жужуй.

## Синонимы
- Echinocactus chrysacanthion
- Echinocactus microspermus